# Vesseaux
Vesseaux ist eine französische Gemeinde mit 2048 Einwohnern (Stand 1. Januar 2022) im Département Ardèche in der Region Auvergne-Rhône-Alpes.

## Geographie
Die Gemeinde Vesseaux liegt östlich der Ardèche und westlich des Plateau du Coiron zwischen den Städten Aubenas und Privas. Sie ist Teil des Regionalen Naturparks Monts d’Ardèche. Der Fluss Luol, ein Nebenfluss der Ardèche, fließt durch das Gebiet der Gemeinde.